# Eilema fraterna
Eilema fraterna là một loài bướm đêm thuộc phân họ Arctiinae, họ Erebidae.